# 多了一個
《多了一個》是一部衛斯理系列中的小説，由香港科幻小説家倪匡所寫，系列編號17，《規律》一同出版。故事描述貨輪海難船員中多出了一個人。這個人認識船上所有人。所有人卻不知道自己是誰。講的是腦波游離造成的借屍還魂現象。

## 故事大綱

### 意外多了一個人
貨輪吉祥號在海中遇險沉沒，船上全部廿三名船員均獲救，但獲救的船員竟多了一人，這人稱自己叫卜連昌，是吉祥號的三副，卜連昌雖清楚說出吉祥號各船員的名字、職位甚至生活細節，但眾船員卻無人認識他。卜連昌和其他船員乘飛機返香港後，他沒有家人來接機，連負責聘請船員的船公司經理也不認識他。剛巧衛斯理到機場送機，遇上卜連昌及一眾吉祥號船員。因衛斯理認識船長，了解整件事後，駕車送卜連昌回家，但發現卜連昌的妻子、兒女、鄰居，全部不認識他，卜連昌的妻子更指，丈夫卜連昌早於半年前在南美洲被殺害，更拿出家庭照片，證明此時在她面前的不是其丈夫。

### 沒人知道的怪人
衛斯理安排卜連昌到其家中暫住，白素建議卜連昌找出吉祥號船員的合照以證明其身份，卜連昌到船公司取得船員合照，發現照片中並沒有他，於是在船公司大鬧。衛斯理請卜連昌在他公司任職，並登廣告找認識卜連昌的人，結果無收獲。衛斯理託小郭調查卜連昌，結果如卜連昌妻子所言，當三副的卜連昌早於半年前已在南美洲的哥倫比亞與人打架被殺，但死去的卜連昌是個學識低脾氣差的粗人，此時在衛斯理面前的卜連昌卻是個溫文有教養的人。

### 電腦專業熟練無比
其後，那個卜連昌更替衛斯理公司安裝新購的電腦。衛斯理開始懷疑他真正身份不是卜連昌。而是某個頂替者。目的是要求另一個身分。

### 是蘇軍上校
這時，兩個蘇聯國家安全局的人找衛斯理，指卜連昌是申索夫上校，是蘇聯的叛徒，要捉他回國，但卜連昌卻不認識他們。衛斯理最初認為他們是認錯人，阻止他們捕捉卜連昌，混亂中卜連昌逃去。其後蘇聯人向衛斯理表示，申索夫是蘇聯太空人，但他完成太空機密任務後，太空船失控墜落南中國海，蘇聯人懷疑申索夫可能被當成遇難船員被救起，而他自己因怕負上太空船墜毀責任而不聯絡上級。衛斯理決定協助尋找申索夫，並從蘇聯人取得他的指紋以核實其身份。

### 借屍還魂三合一現象
最後卜連昌主動聯絡衛斯理，衛斯理利用指紋核對，證實卜連昌真正身份是申索夫。衛斯理推想當日申索夫遇險時，腦電波出現反常，而太空船在地球衛星軌道上逆向行駛。他推斷申索夫危急時。腦波可能受到卜連昌及吉祥號船員的腦電波影響，以致借屍還魂。三個變成了一個。令到卜連昌及吉祥號船員的記憶取代了本身的記憶。衛斯理向蘇聯特工解釋，稱申索夫如今已不是申索夫了，沒有必要將他擄回蘇聯。最後蘇聯特工被說服返回蘇聯，而申索夫亦留在香港生活。

## 廣播劇
- 香港電台於1984年以粵語首播《多了一個》廣播劇，合共5集。
  - 監製：李安求
  - 配音
    - 李學斌 飾演 衛斯理
    - 車森梅 飾演 白素
    - 莫家駒 飾演 卜連昌
    - 蔡雅各 飾演 小郭
    - 朱曼子 飾演 卜連昌妻子

  - 重溫（页面存档备份，存于）

- 香港商業電台以粵語於1987年星期一至五，每日下午三時正首播《多了一個》廣播劇，合共6集。為商台衛斯理廣播劇系列第六個故事。
  - 監製：金貴
  - 監製：圓方
  - 配音
    - 朱子聰 飾演 衛斯理
    - 錢佩卿 飾演 白素
    - 馮天衡 飾演 卜連昌
    - 吳忠泰 飾演 郭則清（小郭）
    - 翠碧　 飾演 彩珍
    - 金貴　 飾演 顧船長
    - 盧雄　 飾演 姜經理
    - 何文光 飾演 大副
    - 許賢聰 飾演 大車(輪機長)
    - 盧雄　 飾演 二副
    - 甄惠儀 飾演 牛仔(卜錦生)
    - 陳慕賢 飾演 珠女
    - 陳森　 飾演 包存忠醫師
    - 馬淑逑 飾演 包太太
    - 陳永信 飾演 團長
    - 金貴　 飾演 團長助手

| 前任者： 016 不死藥 | 衛斯理系列（按編號） 017 規律、多了一個              | 繼任者： 018 支離人 |
| 前任者： 影子       | 衛斯理系列（按連載時序） 1969年12月5日至1970年1月4日 | 繼任者： 仙境       |